# 石川菊代
石川 菊代（いしかわ きくよ、1984年5月2日 - ）は、日本の女性総合格闘家。沖縄県具志川市（現・うるま市）出身。沖縄県初の女子総合格闘家。

## 来歴
20歳でキックボクシングジムに入門。2007年9月にパンクラス提携ジムであるP'sREALに移籍し、砂辺光久に師事するようになる。
2008年2月24日、沖縄・天下一スタジアムで開催されたP'sREAL GATE Fight vol.1でCHINAとキックボクシングルールで対戦し、3-0の判定勝ちを収めた。
2008年11月16日、プロ総合格闘技デビュー戦となったJEWELS 旗揚げ戦で山田純琴と対戦し、三角絞めによる一本勝ちを収めた。
2009年9月13日、JEWELS 5th RINGでASAKOと対戦し、スリーパーホールドによる一本勝ちを収めた。当初はROUGH STONE GP 2009 -48kg級に出場予定であったが、対戦相手のMIYOKOの欠場により石川の1回戦シードおおび決勝進出が決まり、ワンマッチでASAKOと対戦した。
2009年12月11日、JEWELS 6th RINGのROUGH STONE GP 2009 -48kg級 決勝で小寺麻美と対戦し、0-3の判定負けを喫し準優勝となった。
2010年3月19日、JEWELS 7th RINGでMIYOKOと対戦し、1-2の判定負けを喫した。
格闘技に集中できる環境を求めて沖縄から上京し、勝村周一朗主宰のリバーサルジム横浜グランドスラムに移籍。
2010年10月10日、JEWELS 10th RINGで開幕したROUGH STONE GP 2010 -48kg級に出場。準決勝で深岬パトラに腕ひしぎ十字固めで一本勝ち。12月17日、JEWELS 11th RINGの決勝では関友紀子と対戦し、2-1の判定勝ちを収め優勝を果たした。
2011年9月11日、JEWELS 16th RINGで開幕したJEWELS初代フェザー級女王決定トーナメントに出場。1回戦で玉田育子に判定勝ち。12月17日、JEWELS 17th RINGの準決勝ではスギロックに1-2の判定負けを喫して敗退した。
2012年12月15日、JEWELS 22nd RINGで前澤智に判定勝ち。
2013年7月28日、PANCRASE 250でアンバー・ブラウンに腕ひしぎ十字固めで一本負け。
2013年12月15日、ブログで現役引退と結婚を発表した。

## 戦績

### 総合格闘技
| 総合格闘技 戦績 | 総合格闘技 戦績 | 総合格闘技 戦績 | 総合格闘技 戦績 | 総合格闘技 戦績 | 総合格闘技 戦績 | 総合格闘技 戦績 |
| --------------- | --------------- | --------------- | --------------- | --------------- | --------------- | --------------- |
| 13 試合         | (T)KO           | 一本            | 判定            | その他          | 引き分け        | 無効試合        |
| 9 勝            | 1               | 3               | 5               | 0               | 0               | 0               |
| 4 敗            | 0               | 1               | 3               | 0               | 0               | 0               |

| 勝敗 | 対戦相手           | 試合結果                          | 大会名                                                              | 開催年月日     |
| ×    | アンバー・ブラウン | 3R 3:27 腕ひしぎ十字固め          | PANCRASE 250                                                        | 2013年7月28日  |
| ○    | MIYOKO             | 1R 1:43 TKO（レフェリーストップ） | 坂口道場×PANCRASE合同興行                                           | 2013年4月21日  |
| ○    | 前澤智             | 5分2R終了 判定3-0                 | JEWELS 22nd RING                                                    | 2012年12月15日 |
| ○    | 紫乃ヴァンフース   | 5分2R終了 判定3-0                 | PANCRASE Progress Tour 6                                            | 2012年5月20日  |
| ×    | スギロック         | 5分2R終了 判定1-2                 | JEWELS 17th RING 【JEWELS初代フェザー級女王決定トーナメント準決勝】 | 2011年12月17日 |
| ○    | 玉田育子           | 5分2R終了 判定3-0                 | JEWELS 16th RING 【JEWELS初代フェザー級女王決定トーナメント1回戦】  | 2011年9月11日  |
| ○    | SACHI              | 5分2R終了 判定3-0                 | JEWELS 15th RING                                                    | 2011年7月9日   |
| ○    | 関友紀子           | 5分2R終了 判定2-1                 | JEWELS 11th RING 【ROUGH STONE GP 2010 -48kg級 決勝】               | 2010年12月17日 |
| ○    | 深岬パトラ         | 1R 2:24 腕ひしぎ十字固め          | JEWELS 10th RING 【ROUGH STONE GP 2010 -48kg級 準決勝】             | 2010年10月10日 |
| ×    | MIYOKO             | 5分2R終了 判定1-2                 | JEWELS 7th RING                                                     | 2010年3月19日  |
| ×    | 小寺麻美           | 5分2R終了 判定0-3                 | JEWELS 6th RING 【ROUGH STONE GP 2009 -48kg級 決勝】                | 2009年12月11日 |
| ○    | ASAKO              | 1R 1:18 スリーパーホールド        | JEWELS 5th RING                                                     | 2009年9月13日  |
| ○    | 山田純琴           | 1R 1:02 三角絞め                  | JEWELS 旗揚げ戦                                                     | 2008年11月16日 |

### キックボクシング
| 勝敗 | 対戦相手 | 試合結果 | 大会名                   | 開催年月日    |
| ○    | CHINA    | 判定3-0  | P'sREAL GATE Fight vol.1 | 2008年2月24日 |

## 獲得タイトル
- JEWELS ROUGH STONE GP 2009 -48kg級 準優勝
- JEWELS ROUGH STONE GP 2010 -48kg級 優勝